# Meurtres au mont Ventoux
Pour plus de détails, voir Fiche technique et Distribution.
Meurtres au mont Ventoux est un téléfilm dramatique policier français réalisé par Thierry Peythieu, diffusé en 2015. Il s’agit du cinquième épisode dans la seconde saison de la collection Meurtres à....
Il est avant tout diffusé le 8 mars 2015 sur La Une en Belgique, le 17 avril 2015 sur RTS en Suisse romande et le 23 mai 2015 sur France 3 en France.

## Synopsis
Alexia Mejean, 38 ans, revient dans son village natal, au cœur du mont Ventoux, pour assister aux obsèques de son oncle adoré dont elle vient d’hériter. Héritière d’une belle propriété, avec ses truffières qui ont fait la richesse de son oncle, qui sont aujourd’hui l’objet de toutes les convoitises. Il est vrai qu’elle s’était rebellée 25 ans plus tôt, adolescente, contre une superstition locale : un dragon maléfique, le Drac, hanterait une source voisine. Une de ses amies serait morte de l’avoir défié. La mort de son oncle étant suspecte, Alexia reste dans la région. Photographe à Montpellier, elle ne compte pas s’éterniser...

## Fiche technique
Sauf indication contraire, les informations mentionnées dans cette section peuvent être confirmées par la base de données cinématographiques IMDb,  présente dans la section « Liens externes ».
- Titre original : Meurtres au mont Ventoux
- Réalisation : Thierry Peythieu
- Scénario : Gaëlle Baron et Nicole Jamet, d’après l’histoire de Stéphanie Joalland et Jérôme Vignac
- Musique : Frédéric Porte
- Décors : François Salisch
- Costumes : Sophie Puig
- Photographie : Serge Dell'Amico
- Montage : Marion Dartigues
- Production : Jacques Salles et Jérôme Vignac

Coproduction : Christophe Louis
- Sociétés de production : Leyland Films, Banijay Studios France, BE-FILMS et RTBF
- Sociétés de distribution : France 3, Radio Télévision Belge Francophone (RTBF) et Radio Télévision Suisse (RTS)
- Pays d’origine :  France
- Langue originale : français
- Format : couleur
- Genre : drame policier
- Durée : 92 minutes
- Dates de première diffusion :
  - Belgique : 8 mars 2015 sur La Une[1]
  - Suisse : 17 avril 2015 sur RTS
  - France : 23 mai 2015 sur France 3

## Distribution
- Ingrid Chauvin : Alexia « Alex » Mejean
- Thomas Jouannet : Marc Messac
- Yannick Soulier : Sylvain Jaume
- Isabelle Spade : Annie Mejean
- Aladin Reibel : Léon Messac
- Jean-Pierre Becker : Yves Tessier
- Majid Berhila : Karim Redouane
- Alain Cauchi : Paul Hugon
- Clément Brun : Jules Charrier
- Jean-Claude Bolle-Reddat : Francis Julien

## Production
Le tournage a eu lieu du 24 novembre au 19 décembre 2014 dans le Vaucluse à :
- Vaison-la-Romaine (haute ville médiévale)
- Carpentras
- Dentelles de Montmirail (vues)
- Mazan
- Fontaine-de-Vaucluse (scènes d’extérieurs)
- L'Isle-sur-la-Sorgue (scènes de rue)
- Richerenches

## Audience
Lors de la première diffusion française en 2015, il réunit 4,29 millions de téléspectateurs, soit 19,9 % de part d'audience.